# マキノ芸能社
マキノ芸能社（マキノげいのうしゃ、1946年6月 設立 - 1948年10月 解散）は、かつて京都に存在した芸能興行会社である。戦前のマキノ・プロダクションで知られる牧野省三の三男で映画監督のマキノ真三、女優の宮城千賀子の夫妻が設立・経営したことで知られる。同社傘下で映画を製作したマキノ映画（マキノえいが）についても実質同会社であるため、本項に詳述する。

## 略歴・概要
第二次世界大戦後の1946年（昭和21年）6月にマキノ真三と宮城千賀子が設立、戦後舞台に復帰した宮城が設立した「劇団なでしこ」による演劇の興行や、出版部が雑誌「マキノ」（1947年10月 - 1948年1月）を出版した。当時の「ニューフェイス」には、のちの女優・作家の高森和子（当時・桜真智子）がいた。専属俳優には月形哲之介ら、専属演出家には並木鏡太郎がいた。
1948年（昭和23年）には、傘下に「マキノ映画」を設立、真三が監督、宮城が主演、霧立のぼるら宝塚歌劇団出身の女優を配した『桜御殿』を製作したが、同年10月に負債を残して解散した。その後の1953年（昭和28年）に真三と宮城は離婚した。

## マキノ映画
手広く事業を広げた同社が子会社として設立したのが「マキノ映画」である。設立第1作『桜御殿』はマキノ真三自らが監督、宮城千賀子が主演、脚本に八尋不二を起用、撮影は戦前の市川右太衛門プロダクションから大都映画で量産した松井鴻が支えた。松井は同社が製作した全3作でカメラを回している。また、共演者に宮城とおなじ宝塚出身の霧立のぼる、松竹少女歌劇部（SSK）第2期生のオリエ津阪、真三の兄・マキノ正博が戦前に撮った『鴛鴦歌合戦』（1937年）にも出演した宝塚出身の歌手の服部富子を配した。
同様の枠組みで製作した『サザエさん 前後篇』の配給は松竹が行なったが、同社は1948年10月に親会社の「マキノ芸能社」が解散したため、畳まざるを得なくなった。最終作の『鉄路の薔薇』には新宿ムーランルージュのスター・明日待子を起用したが、解散後に東宝に上映権を売却している。東屋トン子主演の続編『サザエさん のど自慢歌合戦』（1950年）は、「東洋スタジオ」がまったく同様のキャスト・スタッフで製作し、大映が配給している。
2009年（平成21年）、東京国立近代美術館フィルムセンターが、同社の製作した短篇・教育映画『ゴムまり』（1947年）、長篇劇映画『暗黒街の天使』（1948年）がマキノ雅広宅から発見され、復元したとして、同センターの大ホールで上映した。

### フィルモグラフィ
1947年
- 『ゴムまり』 : 監督荒井良平、脚本河童太郎、撮影竹村康和、音楽高橋半、出演宮城千賀子、澤村マサヒコ、澤村セツコ、澤村アキオ、峯山花代、東屋鈴子、美鈴玲子 - 短篇・教育映画

1948年
- 『桜御殿』 : 監督マキノ真三、脚本八尋不二、撮影松井鴻、主演宮城千賀子、オリエ津坂、霧立のぼる、服部富子
- 『サザエさん 前後篇』 : 監督荒井良平、原作長谷川町子、脚本京都伸夫、撮影松井鴻、出演東屋トン子、宮城千賀子、オリエ津阪、服部富子、配給松竹
- 『暗黒街の天使』 : 監督マキノ眞三、脚本八尋不二、撮影松井鴻、美術松村淸次郎、音楽高橋半、出演宮城千賀子、松浦築枝、山辺志賀子、杉義一、大伴千春、荒木忍、澤村アキヲ、マキノ省一、原健作、加賀邦男、藤間林太郎、東屋鈴子

1949年
- 『鉄路の薔薇』 : 監督安達伸生・マキノ真三、脚本京都伸夫・江良部香、撮影松井鴻、主演加賀邦男、明日待子、星美千子、斎藤達雄、沢蘭子、配給東宝

## データ
- 本社　京都市中京区
- 資本金　17万5,000円
- 支社　東京、福島、小樽など7か所[2]

## 註
1. 1 2  立命館大学衣笠キャンパスの「マキノ・プロジェクト」サイト内の「管家紅葉 氏談話」の記述を参照。
2. 1 2 3  『日本映画俳優全集・女優編』（キネマ旬報社、1980年）の「宮城千賀子」の項（p.666-669）を参照。同項執筆は滝沢一・司馬叡三。
3. ↑  マキノ映画とマキノ眞三、東京国立近代美術館フィルムセンター、2009年10月30日閲覧。